# 熊本三菱自動車販売
熊本三菱自動車販売株式会社（くまもとみつびしじどうしゃはんばい）は、熊本県熊本市南区に本社を置く、三菱自動車工業のディーラー。旧・ギャラン店。
KMGホールディングスの傘下企業で、熊本県全域を営業エリアとする。同じくKMGホールディングスの傘下企業で、熊本県全域を営業エリアとするディーラーとして、熊本中央スズキ自動車販売（スズキ系ディーラー）がある。

## 沿革
- 1968年（昭和43年）5月1日 - 熊本三菱コルト自動車販売株式会社設立
- 1997年（平成9年）4月 - 熊本三菱自動車販売株式会社に社名変更
- 2007年（平成19年）10月 - 熊本中央三菱自動車販売株式会社（旧・カープラザ店）を合併

## 店舗
- 熊本本店・クリーンカー熊本：熊本市南区平田二丁目1番57号
- 健軍店：熊本市東区沼山津二丁目2番2号
- 新南部店：熊本市東区新南部四丁目4番13号
- 大津店・クリーンカー大津：菊池郡大津町室725-1
- 玉名店・クリーンカー玉名：玉名市築地103
- 八代店：八代市高下西町1750-1
- 人吉店・クリーンカー人吉：人吉市中林町広鶴1888